# Protobothrops mucrosquamatus
Habu de Taïwan, Vipère à taches brunes, Vipère à écailles pointues
Espèce
Synonymes
- Trigonocephalus mucrosquamatus Cantor, 1839
- Trimeresurus mucrosquamatus (Cantor, 1839)
- Lachesis mucrosquamatus (Cantor, 1839)

Statut de conservation UICN

 LC  : Préoccupation mineure
Protobothrops mucrosquamatus (Habu de Taïwan, Vipère à taches brunes, Vipère à écailles pointues) est une espèce de serpents, de la famille des Vipéridés.

## Répartition
Cette espèce se rencontre :
- dans le sud de la Chine ;
- à Taïwan ;
- dans le nord et le centre du Viêt Nam ;
- en Birmanie ;
- en Inde ;
- au Bangladesh.

## Description
C'est un serpent venimeux. Il atteint un peu plus d'un mètre pour les mâles, les femelles étant un peu plus grandes. Il est gris ou vert-brun avec de larges points ou taches brun bordé de noir sur le dos et de petits points sur les côtés. La tête est brune, le dessous du corps est clair.

## Publication originale
- Cantor, 1839 : Spicilegium Serpentium Indicorum. part 1 Proceedings of the Zoological Society of London, vol. 1839, p. 31-34 (texte intégral).